# Lúcio Valério Flaco (cônsul em 261 a.C.)
Lúcio Valério Flaco (em latim: Lucius Valerius Flaccus) foi um político da gente Valéria da República Romana eleito cônsul em 261 a.C. com Tito Otacílio Crasso. Públio Valério Flaco, cônsul em 227 a.C., era seu filho.

## Consulado (261 a.C.)
Foi eleito cônsul com Tito Otacílio Crasso em 261 a.C., o quarto ano da Primeira Guerra Púnica. Os dois cônsules comandaram as operações militares na Sicília contra os cartagineses, terminando as operações do cerco de Agrigento. Não há outros episódios ou batalhas relatadas para o ano de seu consulado.